# Reggenza di Rejang Lebong
La reggenza di Rejang Lebong è una reggenza (in indonesiano: kabupaten) dell'Indonesia, situata nella provincia di Bengkulu.
Il capoluogo della reggenza è Curup.